# Camí de les Roquetes (Bertí)
El Camí de les Roquetes és una pista rural del terme municipal de Sant Quirze Safaja, en terres de Bertí, a la comarca del Moianès.
Arrenca del Camí de Sant Miquel del Fai, a 588,2 metres d'altitud, a la dreta del Rosssinyol i al nord de la masia de Cabanyals, des d'on surt cap a llevant, travessa el Rossinyol i segueix cap a llevant pel costat meridional del torrent de les Roquetes i del Camí del Mas Bosc, al qual és paral·lel a més alçada. Travessa el sector nord de l'Obaga Negra. Finalment, a prop de la Font del Mas Bosc es retroba amb el Camí del Mas Bosc.